# Chris Young (musicien)
Pour les articles homonymes, voir Chris Young et Young.
Christopher Alan Young (né le 12 juin 1985 à Murfreesboro dans le Tennessee) est un auteur-compositeur américain spécialisé dans la musique country néo traditionnel.
Le 2 mai 2006, il a remporté le concours de la quatrième édition de l’émission de téléréalité Nashville Star.
Le 10 juin 2006 il se produisit sur la scène du Grand Ole Opry où il interpréta son single  "Drinkin' Me Lonely."
Son premier album sorti le 3 octobre 2006 fut immédiatement classé à la troisième place des charts Billboard de musique country.
Le 7 octobre 2006, Young fit sa seconde apparition au Grand Ole Opry où il interpréta à nouveau Drinkin' Me Lonely et son second single You're Gonna Love Me. 
Il fut nommé dans la catégorie de meilleur chanteur en 2007 pour l’Academy of Country Music award.

## Discographie

### Albums
| Année | Détails                                                                           | Meilleurs positions | Meilleurs positions | Certifications       |
| Année | Détails                                                                           | US Country          | US                  | Certifications       |
| ----- | --------------------------------------------------------------------------------- | ------------------- | ------------------- | -------------------- |
| 2006  | Chris Young - Date de sortie : 3 octobre 2006 - Label: RCA Nashville              | 3                   | 22                  |                      |
| 2009  | The Man I Want to Be - Date de sortie : 1er septembre 2009 - Label: RCA Nashville | 6                   | 19                  | - Ventes US: 420,000 |
| 2011  | Neon - En cours de réalisation - Label: RCA Nashville                             |                     |                     |                      |

### Extended plays
| Année | Détails                                                    |
| ----- | ---------------------------------------------------------- |
| 2010  | Voices - Release date: May 25, 2010 - Label: RCA Nashville |

### Singles
| 2006                                          | "Drinkin' Me Lonely"                      | 42 | —  | —  |          | Chris Young          |
| 2007                                          | "You're Gonna Love Me"                    | 48 | —  | —  |          | Chris Young          |
| 2008                                          | "Voices"                                  | 37 | —  | —  |          | The Man I Want to Be |
| 2009                                          | "Gettin' You Home (The Black Dress Song)" | 1  | 33 | 74 | - US: Or | The Man I Want to Be |
| 2009                                          | "The Man I Want to Be"                    | 1  | 48 | 81 |          | The Man I Want to Be |
| 2010                                          | "Voices" (réédition)                      | 1  | 53 | —  |          | The Man I Want to Be |
| 2011                                          | "Tomorrow"                                | 43 | 86 |    |          | Neon                 |
| "—" signifie que le titre ne s'est pas classé |                                           |    |    |    |          |                      |